# Andes truncatus
Andes truncatus är en insektsart som beskrevs av Ronald Gordon Fennah 1953. Andes truncatus ingår i släktet Andes och familjen kilstritar. Inga underarter finns listade i Catalogue of Life.